# 富田村 (愛知県)
富田村（とみだむら）は、かつて愛知県幡豆郡にあった村である。
現在の西尾市吉良町の一部（吉良町富田・吉良町八幡川田など）に該当する。

## 歴史
- 1889年（明治22年）10月1日 - 富田村、八幡川田村が合併し、富田村が発足。
- 1906年（明治39年）5月1日 - 横須賀町、荻原村、瀬門村、厨村と合併し、横須賀村発足。同日富田村は廃止。